# Synallaxe troglodyte
Phleocryptes melanops
Genre
Espèce
Statut de conservation UICN

 LC  : Préoccupation mineure
Le Synallaxe troglodyte (Phleocryptes melanops) est une espèce de passereaux d'Amérique du Sud appartenant à la famille des Furnariidae. C'est la seule espèce du genre Phleocryptes.
On le trouve en Argentine, Bolivie, Brésil, Chili, Paraguay, Pérou et Uruguay.

Distribution de l'espèce.
- Violet : toute l'année.
- Bleu : hors période de nidification.

Son habitat sont les marais.

## Sous-espèces
D'après la classification de référence (version 5.2, 2015) du Congrès ornithologique international, cette espèce est constituée des cinq sous-espèces suivantes (ordre phylogénique) :
- Phleocryptes melanops brunnescens
- Phleocryptes melanops juninensis
- Phleocryptes melanops schoenobaenus
- Phleocryptes melanops loaensis
- Phleocryptes melanops melanops